# Núcleo familiar

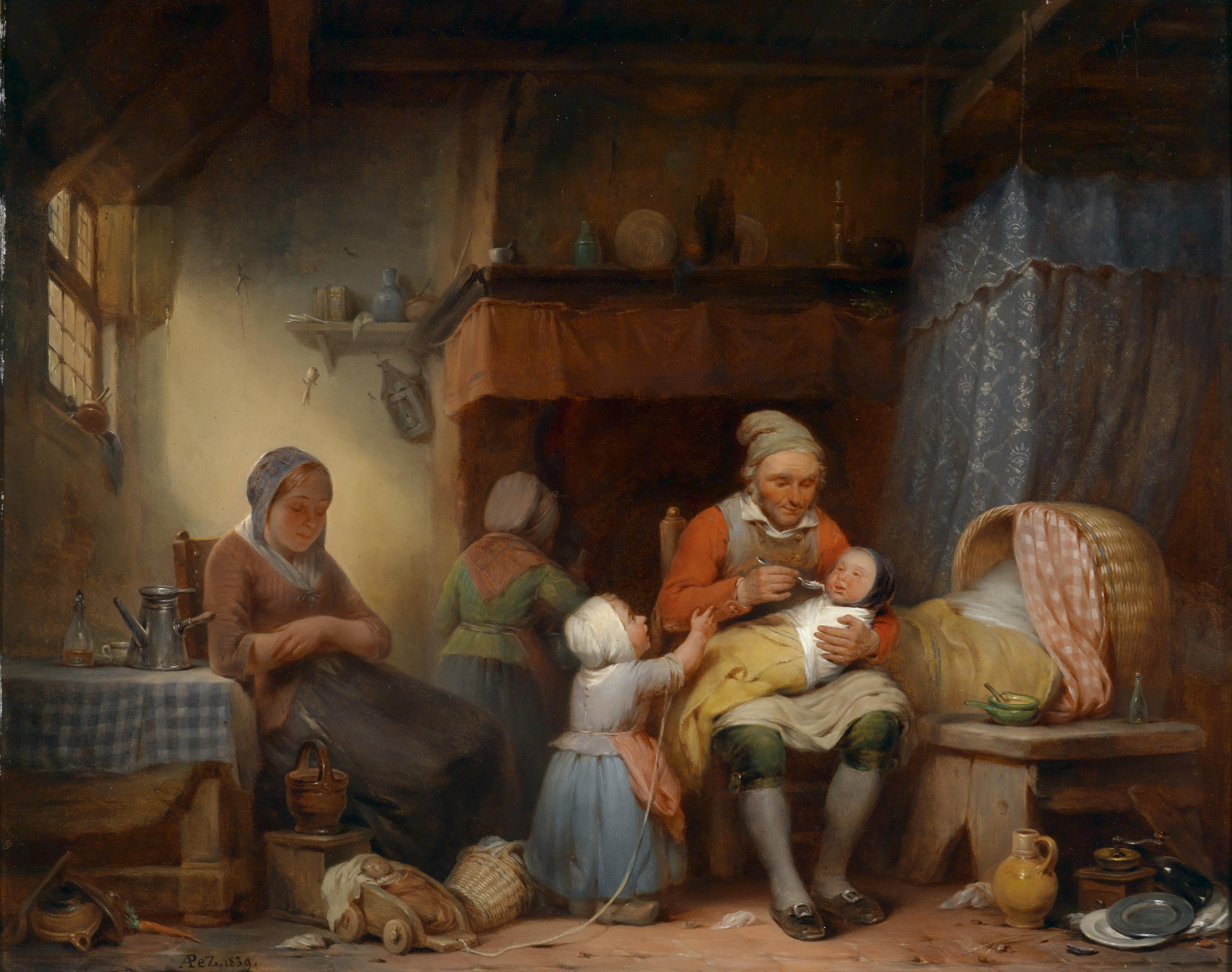
Familienidylle por Aimé Pez, 1839

El núcleo familiar es una unidad sociológica formada por dos o varias personas que viven en la misma vivienda y comparten las comidas. También puede consistir en una sola familia u otro grupo de personas. El núcleo familiar es la unidad básica de análisis en muchos modelos sociales, microeconómicos y gubernamentales, y es importante para la economía y la herencia.
Los modelos de núcleo familiar incluyen familias, familias mixtas, viviendas compartidas, hogares grupales, pensiones, casas de ocupación múltiple (Reino Unido) y ocupación de habitación individual (EE. UU.). En las sociedades feudales, la casa real y las casas medievales de los ricos incluían sirvientes.

## Definiciones gubernamentales
A efectos estadísticos en el Reino Unido, un hogar se define como una persona o un grupo de personas que tienen el alojamiento como única o principal residencia y para un grupo, comparten al menos una comida al día o comparten la vivienda, es decir, una sala de estar o sala de estar.  La introducción de legislación para controlar casas de múltiples ocupaciones en la Ley de Vivienda del Reino Unido (2004) requirió una definición más estricta de un solo hogar. Las personas pueden ser consideradas un hogar si están emparentadas: pura o mestiza, adoptiva, padrastro/hijo, suegros (y equivalente para parejas no casadas), una pareja casada o soltera pero viviendo como ... (parejas del mismo o diferente sexo).
La definición del censo de los Estados Unidos también depende de «viviendas separadas»: aquellas en las que los ocupantes viven y comen separados de cualquier otra persona en el edificio. Según el censo de EE. UU., un cabeza de familia es la persona (o una de las personas) en cuyo nombre se posee o se alquila (mantiene) la unidad de vivienda; si ninguna persona califica, cualquier residente adulto de una unidad de vivienda se considera cabeza de familia. El gobierno de los EE. UU. anteriormente usaba "cabeza del hogar" y "cabeza de familia", pero esos términos fueron reemplazados por "cabeza de familia" en 1980. En la definición del censo de una familia,

... incluye a todas las personas que ocupan una vivienda. Una unidad de vivienda es una casa, un apartamento, una casa móvil, un grupo de habitaciones o una habitación individual que está ocupada (o si está vacante, está destinada a ser ocupada) como vivienda separada. Las viviendas separadas son aquellas en las que los ocupantes viven y comen separados de cualquier otra persona en el edificio y que tienen acceso directo desde el exterior del edificio o a través de un salón común. Los ocupantes pueden ser una sola familia, una persona que viva sola, dos o más familias que vivan juntas o cualquier otro grupo de personas emparentadas o no emparentadas que compartan arreglos de vivienda. (Las personas que no viven en hogares se clasifican como que viven en alojamientos grupales).

El 15 de julio de 1998, Statistics Canada dijo que: Un hogar se define generalmente como compuesto por una persona o grupo de personas que co-residen u ocupan una vivienda.

## Definición económica
Aunque una teoría económica de flujo de ingresos único simplifica el modelado, no necesariamente refleja la realidad. Muchos hogares, si no la mayoría, tienen varios miembros que obtienen ingresos. La mayoría de los modelos económicos no equiparan los hogares y las familias tradicionales, y no siempre existe una relación de uno a uno entre los hogares y las familias.[cita requerida]

## Definiciones sociales
En trabajo social, un hogar se define de manera similar: un grupo residencial en el que las tareas domésticas se dividen y realizan por cabezas de familia. El cuidado puede ser entregado por un cabeza de familia a otro, dependiendo de sus respectivas necesidades, habilidades y, quizás, discapacidades. La composición del hogar puede afectar las expectativas de vida y salud y los resultados de sus miembros. La elegibilidad para servicios comunitarios y beneficios sociales puede depender de la composición del hogar.
En sociología, la estrategia del trabajo doméstico (un término acuñado por Ray Pahl en su libro de 1984 Divisiones del trabajo ) es la división del trabajo entre los miembros de un hogar. Las estrategias de trabajo del hogar varían a lo largo del ciclo de vida a medida que los miembros del hogar envejecen o con el entorno económico; pueden ser impuestos por una sola persona o decididos colectivamente.
El feminismo examina cómo los roles de género afectan la división del trabajo en los hogares. En The Second Shift y The Time Bind, el sociólogo Arlie Russell Hochschild presenta evidencia de que en parejas de dos carreras, hombres y mujeres pasan aproximadamente la misma cantidad de tiempo trabajando; sin embargo, las mujeres dedican más tiempo a las tareas del hogar. Cathy Young (otra escritora feminista) dice que, en algunos casos, las mujeres pueden impedir la participación igualitaria de los hombres en las tareas del hogar y la crianza de los hijos.

## Modelos
Los modelos de hogar en el mundo de habla inglesa incluyen familias tradicionales y mixtas, viviendas compartidas y hogares grupales para personas con necesidades de apoyo. Otros modelos que pueden cumplir con las definiciones de un hogar incluyen pensiones , casas en ocupación múltiple (Reino Unido) y ocupación de habitación individual (EE. UU.).[cita requerida]

## Estadísticas de vivienda

### Vivienda con baños
| País        | 1960  | 1970  | 1980  |
| ----------- | ----- | ----- | ----- |
| Bélgica     | 23.6% | 49.1% | 73.9% |
| Dinamarca   | 39.4% | 73.1% | 85.4% |
| Francia     | 28.0% | 48.9% | 85.2% |
| Alemania    | 51.9% | 71.5% | 92.3% |
| Grecia      | 10.4% | -     | 69.3% |
| Irlanda     | 33.0% | 55.3% | 82.0% |
| Italia      | 10.7% | 64.5% | 86.4% |
| Luxemburgo  | 45.7% | 69.4% | 86.2% |
| Holanda     | 30.3% | 75.5% | 95.9% |
| Portugal    | 18.6% | -     | 58%   |
| España      | 24.0% | 77.8% | 85.3% |
| Reino Unido | 78.3% | 90.9% | 98.0% |

### Viviendas con WC interior, bañera/ducha y agua corriente caliente (1988)
| País        | WC interior | Ducha en el baño | Agua caliente corriente |
| ----------- | ----------- | ---------------- | ----------------------- |
| Bélgica     | 94%         | 92%              | 87%                     |
| Dinamarca   | 97%         | 94%              | N/A                     |
| Francia     | 94%         | 93%              | 95%                     |
| Alemania    | 99%         | 97%              | 98%                     |
| Grecia      | 85%         | 85%              | 84%                     |
| Irlanda     | 94%         | 92%              | 91%                     |
| Italia      | 99%         | 95%              | 93%                     |
| Luxemburgo  | 99%         | 97%              | 97%                     |
| Holanda     | N/A         | 99%              | 100%                    |
| Portugal    | 80%         | N/A              | N/A                     |
| España      | 97%         | 96%              | N/A                     |
| Reino Unido | 99%         | 100%             | N/A                     |

### Censos de 1981-1982
| País        | Ducha en el baño | WC interior | Calefacción central |
| ----------- | ---------------- | ----------- | ------------------- |
| Bélgica     | 73.9%            | 79.0%       | -                   |
| Dinamarca   | 85.1%            | 95.8%       | 54.6%               |
| Francia     | 85.2%            | 85.4%       | 67.6%               |
| Alemania    | 92.3%            | 96.0%       | 70.0%               |
| Grecia      | 69.3%            | 70.9%       | -                   |
| Irlanda     | 82.0%            | 84.5%       | 39.2%               |
| Italia      | 86.4%            | 87.7%       | 56.5%               |
| Luxemburgo  | 86.2%            | 97.3%       | 73.9%               |
| Holanda     | 95.9%            | -           | 66.1%               |
| Portugal    | 58.0%            | 58.7%       | -                   |
| España      | 85.3%            | -           | 22.5%               |
| Reino Unido | 98.0%            | 97.3%       | -                   |

### Superficie útil media, 1976
| País                | Área                |
| ------------------- | ------------------- |
| Austria             | 86 m² (925,7 ft²)   |
| Bélgica             | 97 m² (1044,1 ft²)  |
| Bulgaria            | 63 m² (678,1 ft²)   |
| Canada              | 89 m² (958 ft²)     |
| Checoslovaquia      | 69 m² (742,7 ft²)   |
| Dinamarca           | 122 m² (1313,2 ft²) |
| Finlandia           | 71 m² (764,2 ft²)   |
| Francia             | 82 m² (882,6 ft²)   |
| Alemania oriental   | 60 m² (645,8 ft²)   |
| Alemania occidental | 95 m² (1022,6 ft²)  |
| Grecia              | 80 m² (861,1 ft²)   |
| Hungría             | 65 m² (699,7 ft²)   |
| Irlanda             | 88 m² (947,2 ft²)   |
| Luxemburgo          | 107 m² (1151,7 ft²) |
| Holanda             | 71 m² (764,2 ft²)   |
| Noruega             | 89 m² (958 ft²)     |
| Polonia             | 58 m² (624,3 ft²)   |
| Portugal            | 104 m² (1119,4 ft²) |
| Rumania             | 54 m² (581,3 ft²)   |
| Unión Soviética     | 49 m² (527,4 ft²)   |
| España              | 82 m² (882,6 ft²)   |
| Suecia              | 109 m² (1173,3 ft²) |
| Suiza               | 98 m² (1054,9 ft²)  |
| Reino Unido         | 70 m² (753,5 ft²)   |
| Estados Unidos      | 120 m² (1291,7 ft²) |
| Yugoslavia          | 65 m² (699,7 ft²)   |

### Superficie media utilizable, 1994
| País              | Área                 |
| ----------------- | -------------------- |
| Austria           | 85,3 m² (918,2 ft²)  |
| Bélgica           | 86,3 m² (928,9 ft²)  |
| Dinamarca         | 107 m² (1151,7 ft²)  |
| Finlandia         | 74,8 m² (805,1 ft²)  |
| Francia           | 85,4 m² (919,2 ft²)  |
| Alemania Federal  | 64,4 m² (693,2 ft²)  |
| Alemania Oriental | 86,7 m² (933,2 ft²)  |
| Grecia            | 79,6 m² (856,8 ft²)  |
| Irlanda           | 88 m² (947,2 ft²)    |
| Italia            | 92,3 m² (993,5 ft²)  |
| Luxemburgo        | 107 m² (1151,7 ft²)  |
| Países Bajos      | 98,6 m² (1061,3 ft²) |
| España            | 86,6 m² (932,2 ft²)  |
| Suecia            | 92 m² (990,3 ft²)    |
| Reino Unido       | 79,7 m² (857,9 ft²)  |

### Superficie útil, 1992-1993
| País           | Año  | Área                  |
| -------------- | ---- | --------------------- |
| Australia      | 1993 | 191 m² (2055,9 ft²)   |
| Estados Unidos | 1992 | 153,2 m² (1649,0 ft²) |
| Corea del Sur  | 1993 | 119,3 m² (1284,1 ft²) |
| Reino Unido    | 1992 | 95 m² (1022,6 ft²)    |
| Alemania       | 1993 | 90,8 m² (977,4 ft²)   |
| Japón          | 1993 | 88,6 m² (953,7 ft²)   |

### Hogares sin WC interior, 1980
| País             | %   |
| ---------------- | --- |
| Bélgica          | 19% |
| Francia          | 17% |
| Alemania Federal | 7%  |
| Grecia           | 29% |
| Irlanda          | 22% |
| Italia           | 11% |
| Japón            | 54% |
| Noruega          | 17% |
| Portugal         | 43% |
| España           | 12% |
| Reino Unido      | 6%  |

### Hogares sin baño o ducha
| País             | %   |
| ---------------- | --- |
| Bélgica          | 24% |
| Francia          | 17% |
| Alemania Federal | 11% |
| Italia           | 11% |
| Japón            | 17% |
| Noruega          | 18% |
| España           | 39% |
| Reino Unido      | 4%  |

### Hogares con un WC interior
| País         | 1960–61 | 1970–71 | 1978–79 |
| ------------ | ------- | ------- | ------- |
| Gran Bretaña | 87%     | 88%     | 95%     |
| Alemania     | 64%     | 85%     | 92.5%   |

### Hogares con baño o ducha
| País         | 1960–61 | 1970–71 | 1978–79 |
| ------------ | ------- | ------- | ------- |
| Gran Bretaña | 72%     | 91%     | 94.3%   |
| Alemania     | 51%     | 82%     | 89.1%   |

### La primera residencia  en Francia carece de comodidades
| Año  | Agua corriente | WC    | Baño o ducha | Calefacción central |
| ---- | -------------- | ----- | ------------ | ------------------- |
| 1962 | 21.6%          | 59.5% | 71.1%        | 80.7%               |
| 1968 | 9.2%           | 45.2% | 52.5%        | 65.1%               |
| 1975 | 2.8%           | 26.2% | 29.8%        | 46.9%               |
| 1978 | 1.3%           | 20.9% | 22.9%        | 39.7%               |

### Hogares con calefacción central
| País         | 1970 | 1978 |
| ------------ | ---- | ---- |
| Gran Bretaña | 34%  | 53%  |
| Alemania     | 44%  | 64%  |

### Viviendas de EE. UU. con servicios de baño, 1970
| Amenity      | %   |
| ------------ | --- |
| Bath/shower  | 95% |
| Flush toilet | 96% |

### Servicios en Alemania del Este
| Servicios           | 1961  | 1971  | 1979 |
| ------------------- | ----- | ----- | ---- |
| Agua corriente      | 66%   | 82.2% | 89%  |
| WC                  | 33%   | 41.8% | 50%  |
| Baño/ducha          | 22.4% | 38.7% | 50%  |
| Calefacción central | 2.5%  | 10.6% | 22%  |

### Equipamiento de las viviendas europeas, 1970-71
| País           | Agua corriente | WC    | Baño/ducha |
| -------------- | -------------- | ----- | ---------- |
| Austria        | 84.2%          | 69.8% | 52.9%      |
| Bélgica        | 88.0%          | 50.4% | 47.8%      |
| Czechoslovakia | 75.3%          | 49.0% | 58.6%      |
| Dinamarca      | 98.7%          | 90.3% | 76.5%      |
| Finlandia      | 72.0%          | 61.4% | -          |
| Grecia         | 64.9%          | 41.2% | 35.6%      |
| Hungría        | 36.1%          | 27.2% | 31.7%      |
| Irlanda        | 78.2%          | 69.2% | 55.4%      |
| Italia         | 86.1%          | 79.0% | 64.5%      |
| Países Bajos   | -              | 80.8% | 81.4%      |
| Noruega        | 97.5%          | 69.0% | 66.1%      |
| Portugal       | 47.8%          | 33.7% | 32.6%      |
| España         | 70.9%          | 70.9% | 46.4%      |
| Suecia         | 97.4%          | 90.1% | 78.3%      |
| Suiza          | -              | 93.3% | 80.9%      |
| Reino Unido    | -              | 86.3% | 90.7%      |
| Yugoslavia     | 33.6%          | 26.2% | 24.6%      |

### Hogares británicos que carecen de comodidades
| Año  | Baño  | Indoor/outdoor WC | Agua caliente corriente | Indoor WC |
| ---- | ----- | ----------------- | ----------------------- | --------- |
| 1951 | 37.6% | 7.7%              | -                       | -         |
| 1961 | 22.4% | 6.5%              | 21.8%                   | -         |
| 1966 | 15.4% | 1.7%              | 12.5%                   | 18.3%     |
| 1971 | 9.1%  | 1.1%              | 6.5%                    | 11.5%     |

### Hogares británicos que comparten servicios
| Año  | Baño | Indoor/outdoor WC | Agua caliente corriente | WC interior |
| ---- | ---- | ----------------- | ----------------------- | ----------- |
| 1951 | 7.5% | 14.9%             | -                       | -           |
| 1961 | 4.4% | 6.7%              | 1.8%                    | -           |
| 1966 | 4.1% | 6.4%              | 2.0%                    | 4.4%        |
| 1971 | 3.2% | 4.1%              | 1.9%                    | 3.1%        |

### Hogares con bienes duraderos, 1964-1971
| País              | Año  | Lavadora | Frigirífico | Televisión | Teléfono |
| ----------------- | ---- | -------- | ----------- | ---------- | -------- |
| Irlanda del Norte | 1971 | 45.4%    | 40.1%       | 87.5%      | 27.0%    |
| Escocia           | 1971 | 65.0%    | 53.2%       | 92.1%      | 36.1%    |
| Reino Unido       | 1964 | 53.0%    | 34.0%       | 80.0%      | 2.2%     |
| Reino Unido       | 1971 | 64.3%    | 68.8%       | 91.4%      | 37.8%    |
| Estados Unidos    | 1965 | 87.4%    | 99.5%       | 97.1%      | 85.0%    |
| Estados Unidos    | 1970 | 92.1%    | 99.85       | 98.7%      | 92.0%    |

### Trabajadores manuales de la CEE con bienes duraderos, 1963-1964
| País          | Lavadora | Frigorífico | Televisión | Teléfono |
| ------------- | -------- | ----------- | ---------- | -------- |
| Bélgica       | 74.7%    | 24.9%       | 47.6%      | 8.2%     |
| Francia       | 39.6%    | 47.0%       | 34.4%      | 1.4%     |
| West Alemania | 66.2%    | 62.1%       | 51.3%      | 1.8%     |
| Italia        | 13.6%    | 50.2%       | 47.9%      | 20.0%    |
| Luxemburgo    | 82.3%    | 64.7%       | 27.9%      | 23.0%    |
| Países Bajos  | 80.4%    | 25.5%       | 58.0%      | 9.4%     |

### Trabajadores de oficina de la CEE con bienes duraderos, 1963-1964
| País             | Lavadora | Frigorífico | Televisión | Teléfono |
| ---------------- | -------- | ----------- | ---------- | -------- |
| Bélgica          | 68.5%    | 57.3%       | 48.3%      | 40.0%    |
| Francia          | 48.2%    | 71.3%       | 43.3%      | 15.2%    |
| Alemania Federal | 62.2%    | 79.1%       | 51.8%      | 19.6%    |
| Italia           | 38.3%    | 81.9%       | 79.3%      | 57.9%    |
| Luxemburgo       | 82.3%    | 79.2%       | 25.2%      | 67.3%    |
| Países Bajos     | 73.9%    | 51.6%       | 56.2%      | 57.4%    |

### Viviendas con servicios, 1960-71
| País                | Año  | Agua corriente | Agua corriente interior | Aseo   | Inodoro con cisterna | Baño/ducha |
| ------------------- | ---- | -------------- | ----------------------- | ------ | -------------------- | ---------- |
| Austria             | 1961 | 100.0%         | 63.6%                   | -      | -                    | 29.6%      |
| Austria             | 1970 | -              | 85.3%                   | 69.7%  | -                    | 54.5%      |
| Bélgica             | 1961 | 76.9%          | -                       | 99.9%  | 47.6%                | 24.3%      |
| Bulgaria            | 1965 | 28.5%          | 28.2%                   | 100.0% | 11.8%                | 8.7%       |
| Canadá              | 1961 | 89.1%          | -                       | -      | 85.2%                | 80.3%      |
| Canadá              | 1967 | -              | 95.2%                   | 93.5%  | 92.5%                | 89.8%      |
| Canadá              | 1971 | -              | -                       | -      | 95.4%                | 93.4%      |
| Czechoslovakia      | 1961 | 60.5%          | 49.1%                   | -      | 39.5%                | 33.3%      |
| Dinamarca           | 1960 | -              | 92.9%                   | 100.0% | 83.6%                | 48.3%      |
| Dinamarca           | 1965 | 96.7%          | 96.7%                   | 100.0% | 90.9%                | 63.4%      |
| Inglaterra y Gales  | 1961 | -              | 98.7%                   | 93.4%  | -                    | 78.7%      |
| Inglaterra y Gales  | 1966 | -              | -                       | -      | 98.2%                | 85.1%      |
| Finlandia           | 1960 | 47.1%          | 47.1%                   | -      | 35.4%                | 14.6%      |
| Francia             | 1962 | -              | 77.5%                   | 43.1%  | 39.3%                | 28.0%      |
| Francia             | 1968 | 92.8%          | 91.5%                   | 56.2%  | 53.2%                | 48.9%      |
| Alemania Oriental   | 1961 | -              | 65.7%                   | 33.7%  | -                    | 22.1%      |
| Alemania Federal    | 1965 | -              | 98.2%                   | -      | 83.3%                | 64.3%      |
| Alemania Federal    | 1968 | 99.0%          | -                       | -      | 86.5%                | 66.8%      |
| Hungría             | 1960 | -              | -                       | 100.0% | 22.5%                | -          |
| Hungría             | 1963 | 32.5%          | 25.9%                   | -      | -                    | 18.5%      |
| Hungría             | 1970 | 58.6%          | 36.4%                   | 100.0% | 32.7%                | 32.2%      |
| Irlanda             | 1961 | 57.2%          | 51.0%                   | 64.9%  | 53.5%                | 33.2%      |
| Italia              | 1961 | 71.6%          | 62.3%                   | 89.5%  | -                    | 28.9%      |
| Luxemburgo          | 1960 | 98.8%          | -                       | 100.0% | 81.6%                | 45.7%      |
| Países Bajos        | 1956 | 89.6%          | -                       | 99.9%  | 67.5%                | 26.8%      |
| Nueva Zelandia      | 1960 | -              | 90.0%                   | -      | -                    | -          |
| Nueva Zelandia      | 1961 | 99.6%          | 87.8%                   | -      | 88.5%                | -          |
| Nueva Zelandia      | 1966 | 99.7%          | 90.3%                   | -      | 94.0%                | 98.1%      |
| Noruega             | 1960 | 94.0%          | 92.8%                   | 100.0% | 57.9%                | 45.2%      |
| Polonia             | 1960 | 39.1%          | 29.9%                   | 26.9%  | 18.9%                | 13.9%      |
| Polonia             | 1966 | -              | 46.8%                   | -      | 33.3%                | -          |
| Rumania             | 1966 | 48.4%          | 12.3%                   | 100.0% | 12.2%                | 9.6%       |
| Escocia             | 1961 | -              | 94.0%                   | -      | 92.8%                | 69.9%      |
| Escocia             | 1966 | -              | -                       | -      | 95.7%                | 77.4%      |
| Suecia              | 1960 | -              | 90.0%                   | -      | 76.2%                | 61.0%      |
| Suecia              | 1965 | 95.2%          | 94.3%                   | 99.7%  | 85.3%                | 72.9%      |
| Suiza               | 1960 | -              | 96.1%                   | 99.7%  | -                    | 68.8%      |
| Estados Unidos      | 1960 | 94.0%          | 92.9%                   | -      | 89.7%                | 88.1%      |
| Yugoslavia (urbana) | 1961 | -              | 42.4%                   | 34.5%  | -                    | 22.5%      |

### Hogares europeos con al menos un coche, 1978
| País             | %     |
| ---------------- | ----- |
| Bélgica          | 69.9% |
| Dinamarca        | 57.0% |
| Francia          | 66.9% |
| Alemania Federal | 62.6% |
| Irlanda          | 65.1% |
| Italia           | 69.1% |
| Países Bajos     | 67.2% |
| Reino Unido      | 54.4% |

### Tenencia de la vivienda, 1980-1990
| País           | Año  | Alquiler público | Alquiler privado | Ocupado por el propietario |
| -------------- | ---- | ---------------- | ---------------- | -------------------------- |
| Australia      | 1988 | 5%               | 25%              | 70%                        |
| Bélgica        | 1986 | 6%               | 30%              | 62%                        |
| Dinamarca      | 1990 | 21%              | 21%              | 58%                        |
| Francia        | 1990 | 17%              | 30%              | 53%                        |
| Alemania       | 1990 | 25%              | 38%              | 37%                        |
| Irlanda        | 1990 | 14%              | 9%               | 78%                        |
| Italia         | 1990 | 5%               | 24%              | 64%                        |
| Países Bajos   | 1988 | 43%              | 13%              | 44%                        |
| España         | 1989 | 1%               | 11%              | 88%                        |
| Reino Unido    | 1990 | 27%              | 7%               | 66%                        |
| Estados Unidos | 1980 | 2%               | 32%              | 66%                        |

### Hogares de laCEEcon jardín, 1963-64
| País         | %   |
| ------------ | --- |
| Bélgica      | 58% |
| Francia      | 47% |
| Italia       | 17% |
| Países Bajos | 21% |
| Alemania     | 45% |
| Luxemburgo   | 81% |

### Hogares con bienes duraderos, 1962
| País           | Televisión | Aspiradora | Lavadora | Frigorífico | Vehículo |
| -------------- | ---------- | ---------- | -------- | ----------- | -------- |
| Francia        | 25%        | 32%        | 31%      | 37%         | 33%      |
| Gran Bretaña   | 78%        | 71%        | 43%      | 22%         | 30%      |
| Estados Unidos | 87%        | 75%        | 95%      | 98%         | 75%      |